# Le Cri de la mouche (album)
Albums de Le Cri de la mouche
Insomnies
(1991)
Singles
1. J'aime les escalators
Sortie : 1990
2. Méfie-toi des miroirs
Sortie : 1990

Le Cri de la mouche est le premier album du groupe de rock français parisien Le Cri de la mouche, sorti en 1989.

## Liste des pistes
| 1.    | Parle-moi             | 2:55 |
| 2.    | En chemin             | 3:29 |
| 3.    | L'Âme du rasoir       | 4:03 |
| 4.    | Les Seins de ma femme | 3:34 |
| 5.    | J'aime les escalators | 4:22 |
| 6.    | Méfie-toi des miroirs | 4:15 |
| 7.    | Acide Alice           | 4:45 |
| 8.    | Love Camouflage       | 4:55 |
| 9.    | C'est pas Byzance     | 4:43 |
| 37:02 |                       |      |

## Réception critique
Selon l'édition française du magazine Rolling Stone, cet album est le 90e meilleur album de rock français.